# Gooseworx
Gooseworx, alias de Cooper Smith Goodwinen (Estados Unidos, 11 de octubre de 1994), es una artista visual y musical estadounidense, dedicada principalmente a la ilustración, animación y composición. Es la creadora de la serie web The Amazing Digital Circus.

## Filmografía
| Año  | Título                                        | Creador | Escritor | Animador | Composición   | Actor | Rol(es) | Notas            |
| ---- | --------------------------------------------- | ------- | -------- | -------- | ------------- | ----- | ------- | ---------------- |
| 2010 | Battle For Dream Island                       |         |          |          |               | Sí    |         | Un solo episodio |
| 2014 | Forget Me Not                                 |         |          |          | Sí            |       |         |                  |
| 2014 | Timber                                        |         |          |          | Sí            |       |         |                  |
| 2014 | Most Wonderful Time                           |         |          |          | Sí            |       |         |                  |
| 2015 | The Thrill of the Haunt                       |         |          |          | Sí            |       |         |                  |
| 2016 | Zoophobia: The Audio Visual Adaptation Teaser |         |          |          | Sí            |       |         |                  |
| 2016 | Panic                                         |         |          |          | Sí            |       |         |                  |
| 2019 | Little Runmo                                  | Sí      | Sí       |          | Sí            |       |         |                  |
| 2019 | Helluva Boss                                  |         |          |          | Sí            |       |         | Un solo episodio |
| 2019 | Old Fur New Teeth                             |         |          |          | Sí            |       |         |                  |
| 2020 | Elain the Bounty Hunter                       |         |          |          | Sí            |       |         |                  |
| 2020 | Dento Takes the Stairs                        |         |          |          | Sí            |       |         |                  |
| 2020 | Bad Luck Jack                                 |         |          |          | Sin acreditar |       |         |                  |
| 2021 | BLUE_CHANNEL                                  |         | Sí       |          | Sí            |       |         |                  |
| 2023 | The Amazing Digital Circus                    | Sí      | Sí       | Sí       | Sí            | Sí    |         |                  |
| 2024 | Hazbin Hotel                                  |         |          |          | Sí            |       |         | 8 episodios      |